# Portable Of Madness
Portable Madness è un album del gruppo musicale rock progressivo Sensations' Fix.

## Il disco
L'album è nettamente inferiore rispetto al precedente Fragments of Light e risulta essere un album poco incisivo. Nonostante ciò, la rivista Rockerilla l'ha definito un capolavoro.

## Tracce
1. Smooth and Round – 3:11
2. Fullglast – 3:57
3. Phase One and Phase Two – 5:20
4. Underwater – 4:25
5. The Next Place of Nobody – 2:01
6. Pasty Day Resistance – 5:25
7. Leave my Chemistry Alone – 4:27
8. Strange About the Hands – 4:35
9. With relative Jump into Water – 1:50

## Formazione
- Franco Falsini (synth, chitarra, tastiere)
- Richard Ursillo (basso, effetti sonori)
- Keith Edwards (batteria, vibrafono)